# Tragelaphus spekii
El sitatunga o marshbuck (Tragelaphus spekii) es una especie de mamífero artiodáctilo de la subfamilia Bovinae. Es un antílope africano de hábitos solitarios. El sitatunga mide de 90 a 100 cm de altura y pesa alrededor de 120 kilos. 
Adaptado a la vida en las regiones pantanosas, como el delta del Okavango y los ríos del Congo. Excelentes nadadores, viven preferentemente en zonas de densa vegetación, para evitar a sus depredadores. Es por ello que su físico presenta algunas particularidades que otras especies de antílope no tienen; en primer lugar, su pelaje es largo y espeso, similar al de otros mamíferos acuáticos, como el castor o la nutria. Pero la principal característica es su singular pezuña, con unos cascos alargados y curvos que le permiten caminar por el suelo fangoso de su hábitat sin hundirse en el barro.

## Subespecies
Se reconocen cinco subespecies de sitatunga, que algunos autores consideran especie:
- Tragelaphus spekii gratus P. L. Sclater, 1880
- Tragelaphus spekii larkenii St. Leger, 1931
- Tragelaphus spekii selousi W. Rothschild, 1898
- Tragelaphus spekii spekii Speke, 1863
- Tragelaphus spekii sylvestris Meinertzhagen, 1916